# Persone di nome William/Cestisti
| Questa pagina contiene informazioni ricavate automaticamente dalle voci biografiche con l'ausilio del template Bio e di un bot. L'aggiornamento è periodico e automatico e ricostruisce completamente la pagina. Se manca una persona in questa lista, sei pregato di non aggiungerla, ma accertati piuttosto che la sua voce biografica contenga il template Bio e che i dati anagrafici siano correttamente compilati. Se il template Bio manca, inseriscilo tu stesso o, in alternativa, metti l'avviso {{tmp\|Bio}} che ne segnala la mancanza. Se i dati riportati sono sbagliati, correggi direttamente la voce biografica; le modifiche saranno visibili in questa lista entro pochi giorni. Per chiarimenti vedi il progetto antroponimi. La lista contiene solo le 180 persone che sono citate nell'enciclopedia e per le quali è stato implementato correttamente il template Bio. Pagina aggiornata al 22 lug 2025. |

Questa è una lista di persone presenti nell'enciclopedia che hanno il nome William e sono cestisti.

## A(4)
- Sonny Allen, cestista e allenatore di pallacanestro statunitense (Moundsville, n. 1936 - Reno, † 2020)
- Will Artino, cestista statunitense (Waukee, n. 1992)
- Bird Averitt, cestista statunitense (Hopkinsville, n. 1952 - † 2020)
- William Avery, ex cestista statunitense (Augusta, n. 1979)

## B(21)
- Henry Bacon, ex cestista e allenatore di pallacanestro statunitense (Louisville, n. 1948)
- Leon Barmore, ex cestista e allenatore di pallacanestro statunitense (Ruston, n. 1944)
- Billy Baron, ex cestista statunitense (Altoona, n. 1990)
- Will Barton, cestista statunitense (Baltimora, n. 1991)
- William Bedford, ex cestista statunitense (Memphis, n. 1963)
- Bill Behr, cestista statunitense (Frankfort, n. 1919 - Lebanon, † 1997)
- Bill Bell, cestista canadese (Revelstoke, n. 1927 - Victoria, † 2016)
- Whitey Bell, ex cestista statunitense (Monticello, n. 1932)
- Bill Berry, ex cestista e allenatore di pallacanestro statunitense (Winnemucca, n. 1942)
- Bill Blair, ex cestista e allenatore di pallacanestro statunitense (Hazard, n. 1942)
- Will Blalock, ex cestista statunitense (Boston, n. 1983)
- Bill Bolger, cestista statunitense (New York, n. 1931 - Glen Ellyn, † 2009)
- Bill Bradley, cestista statunitense (n. 1941 - † 2002)
- Bill Bradley, ex cestista e politico statunitense (Crystal City, n. 1943)
- Bill Bridges, cestista statunitense (Hobbs, n. 1939 - Los Angeles, † 2015)
- Rookie Brown, cestista statunitense (Filadelfia, n. 1925 - Neptune, † 1971)
- Quinn Buckner, ex cestista e allenatore di pallacanestro statunitense (Phoenix, n. 1954)
- William Buford, cestista statunitense (Toledo, n. 1990)
- Bill Buntin, cestista statunitense (Detroit, n. 1942 - Detroit, † 1968)
- Bill Bunting, ex cestista statunitense (New Bern, n. 1947)
- Will Bynum, ex cestista statunitense (Chicago, n. 1983)

## C(16)
- Bill Calhoun, cestista statunitense (Tacoma, n. 1927 - † 2024)
- Buddy Cate, cestista e allenatore di pallacanestro statunitense (Ringgold, n. 1926 - Bowling Green, † 2011)
- Bill Chamberlain, cestista statunitense (Long Island, n. 1949 - † 2025)
- Bill Chmielewski, ex cestista statunitense (Detroit, n. 1941)
- William Christmas, cestista statunitense (Oceanside, n. 1996)
- Bill Clark, ex cestista statunitense (Redondo Beach, n. 1988)
- Bill Closs, cestista e allenatore di pallacanestro statunitense (Edge, n. 1922 - Palo Alto, † 2011)
- Will Clyburn, cestista statunitense (Detroit, n. 1990)
- Will Coleman, ex cestista statunitense (Columbus, n. 1988)
- Bill Collins, cestista statunitense (Boston, n. 1953 - Las Vegas, † 2008)
- Will Conroy, ex cestista e allenatore di pallacanestro statunitense (Portland, n. 1982)
- Bill Coulthard, cestista canadese (Buffalo, n. 1923 - Tillsonburg, † 2005)
- Will Creekmore, cestista statunitense (Tulsa, n. 1989)
- Billy Cunningham, ex cestista e allenatore di pallacanestro statunitense (Brooklyn, n. 1943)
- William Cunningham, ex cestista statunitense (Augusta, n. 1974)
- Bill Curley, ex cestista e allenatore di pallacanestro statunitense (Boston, n. 1972)

## D(6)
- Will Daniels, cestista statunitense (Poughkeepsie, n. 1986)
- Bill Davis, cestista statunitense (n. 1920 - Harvey, † 1975)
- Will Davis, cestista statunitense (Sacramento, n. 1992)
- Billy DeAngelis, ex cestista statunitense (n. 1946)
- Bill Dinwiddie, cestista statunitense (n. 1943 - † 2023)
- Bill Downey, cestista statunitense (n. 1923 - † 2015)

## E(5)
- Bill Ebben, ex cestista statunitense (Oak Park, n. 1935)
- Bill Edwards, ex cestista statunitense (Middletown, n. 1971)
- Bud Eley, ex cestista statunitense (Detroit, n. 1975)
- Billy Evans, cestista statunitense (Berea, n. 1932 - † 2020)
- Billy Evans, ex cestista statunitense (n. 1947)

## F(7)
- Liam Farley, ex cestista statunitense (Chicago, n. 1994)
- Bill Farrow, cestista statunitense (Chicago, n. 1918 - Chicago, † 2003)
- Warren Fenley, cestista e allenatore di pallacanestro statunitense (Staten Island, n. 1922 - Toms River, † 2009)
- Wilson Fitts, cestista statunitense (Smithville, n. 1915 - Topeka, † 2005)
- Will Franklin, ex cestista statunitense (Norfolk, n. 1949)
- William Frisby, ex cestista statunitense (New York, n. 1981)
- Homer Fuller, cestista e allenatore di pallacanestro statunitense (Annona, n. 1920 - Dallas, † 2007)

## G(13)
- Billy Gabor, cestista statunitense (Binghamton, n. 1922 - Jupiter, † 2019)
- Bill Gaines, ex cestista statunitense (n. 1946)
- Bill Garner, ex cestista statunitense (East St. Louis, n. 1940)
- Bill Garnett, ex cestista statunitense (Kansas City, n. 1960)
- Bill Garrett, cestista e allenatore di pallacanestro statunitense (Shelbyville, n. 1929 - Indianapolis, † 1974)
- Pop Gates, cestista e allenatore di pallacanestro statunitense (Decatur, n. 1917 - New York, † 1999)
- Shaq Goodwin, cestista statunitense (Decatur, n. 1994)
- William Gradit, ex cestista francese (Strasburgo, n. 1982)
- William Granda, cestista cubano (Ciego de Ávila, n. 1985)
- Will Graves, ex cestista statunitense (Greensboro, n. 1988)
- Willie Green, ex cestista e allenatore di pallacanestro statunitense (Detroit, n. 1981)
- Kenny Gregory, ex cestista statunitense (Columbus, n. 1978)
- Derek Grimm, ex cestista statunitense (Peoria, n. 1974)

## H(15)
- Bruce Hale, cestista e allenatore di pallacanestro statunitense (Medford, n. 1918 - Orinda, † 1980)
- Will Hanley, ex cestista statunitense (Stamford, n. 1990)
- Bill Hanzlik, ex cestista e allenatore di pallacanestro statunitense (Middletown, n. 1957)
- Bill Hapac, cestista e allenatore di pallacanestro statunitense (Chicago, n. 1918 - Chicago, † 1967)
- Billy Hassett, cestista e allenatore di pallacanestro statunitense (New York, n. 1921 - Leonardo, † 1992)
- Will Hatcher, ex cestista statunitense (Flint, n. 1984)
- Bill Henry, cestista statunitense (Dallas, n. 1924 - Dallas, † 1985)
- Bill Herman, cestista statunitense (n. 1924 - Hudson, † 2010)
- Bill Hewitt, ex cestista statunitense (Cambridge, n. 1944)
- Bill Higgins, ex cestista statunitense (Toledo, n. 1952)
- Bill Holland, cestista statunitense (Greenville, n. 1914 - Plymouth, † 2000)
- Red Holzman, cestista, allenatore di pallacanestro e dirigente sportivo statunitense (Brooklyn, n. 1920 - New Hyde Park, † 1998)
- Bill Hougland, cestista statunitense (Caldwell, n. 1930 - Lawrence, † 2017)
- William Howard, cestista francese (Montbrison, n. 1993)
- Will Hudson, ex cestista statunitense (Madison, n. 1989)

## J(5)
- Bill Jackson, cestista irlandese (Roscommon, n. 1918 - Athlone, † 1985)
- Bill Jesko, cestista e allenatore di pallacanestro statunitense (Pittsburgh, n. 1915 - Whitehall, † 1961)
- Bill Johnson, cestista statunitense (Norfolk, n. 1933 - Beatrice, † 2011)
- Skinny Johnson, cestista statunitense (Oklahoma City, n. 1911 - Oklahoma City, † 1980)
- Willie Jones, ex cestista statunitense (n. 1936)

## K(10)
- Billy Keller, ex cestista e allenatore di pallacanestro statunitense (Indianapolis, n. 1947)
- Ken Keller, cestista statunitense (Brooklyn, n. 1922 - New York, † 1983)
- Pickles Kennedy, cestista e giocatore di baseball statunitense (Filadelfia, n. 1938 - West Palm Beach, † 2006)
- Bill Kenville, cestista statunitense (Queens, n. 1930 - Binghamton, † 2018)
- Billy Keys, ex cestista e allenatore di pallacanestro statunitense (Chicago, n. 1977)
- Dolly King, cestista e allenatore di pallacanestro statunitense (n. 1916 - Binghamton, † 1969)
- Billy Knight, ex cestista, allenatore di pallacanestro e dirigente sportivo statunitense (Braddock, n. 1952)
- Rod Knowles, cestista statunitense (Washington, n. 1946 - North Topsail Beach, † 2008)
- Bill Komenich, cestista statunitense (Gary, n. 1916 - Gary, † 1961)
- Bill Kotsores, cestista statunitense (New York, n. 1924 - Queens, † 1971)

## L(6)
- Bill Laimbeer, ex cestista e allenatore di pallacanestro statunitense (Boston, n. 1957)
- Bill Laughlin, cestista e allenatore di pallacanestro statunitense (Hookstown, n. 1915 - Washington, † 1993)
- Slick Leonard, cestista, allenatore di pallacanestro e dirigente sportivo statunitense (Terre Haute, n. 1932 - Indianapolis, † 2021)
- Bill Lienhard, cestista statunitense (Slaton, n. 1930 - Lawrence, † 2022)
- Bill Ligon, cestista statunitense (Nashville, n. 1952 - Gallatin, † 2024)
- Bill Lloyd, cestista statunitense (Brooklyn, n. 1915 - Akron, † 1972)

## M(15)
- Bill Magarity, ex cestista e allenatore di pallacanestro statunitense (Filadelfia, n. 1952)
- Will Magarity, ex cestista svedese (Rasunda, n. 1993)
- Bill Martin, ex cestista statunitense (Washington, n. 1962)
- Bill Mayfield, ex cestista statunitense (Detroit, n. 1957)
- Bill McCadney, cestista portoricano (Brooklyn, n. 1935 - Arecibo, † 2009)
- Bill McDonald, ex cestista canadese (n. 1938)
- Will McDonald, ex cestista statunitense (New Orleans, n. 1979)
- William McDowell-White, cestista australiano (Brisbane, n. 1998)
- Bill McDonald, cestista statunitense (Spring Valley, n. 1916 - Oshkosh, † 1994)
- Billy McKinney, ex cestista, allenatore di pallacanestro e dirigente sportivo statunitense (Waukegan, n. 1955)
- Bill Melchionni, ex cestista e allenatore di pallacanestro statunitense (Filadelfia, n. 1944)
- Bill Meyer, cestista statunitense (Cleveland, n. 1943 - Martinsburg, † 2018)
- Bill Miller, cestista e allenatore di pallacanestro statunitense (Berea, n. 1924 - † 1991)
- Bill Mlkvy, cestista statunitense (Palmerton, n. 1931 - Medford, † 2024)
- William Mosley, cestista statunitense (Shreveport, n. 1989)

## N(2)
- Willie Naulls, cestista statunitense (Dallas, n. 1934 - Laguna Niguel, † 2018)
- William Njoku, ex cestista e allenatore di pallacanestro ghanese (Accra, n. 1972)

## O(1)
- Bill O'Brien, cestista statunitense (Chicago, n. 1917 - Grosse Pointe Farms, † 1985)

## P(8)
- Smush Parker, ex cestista statunitense (New York, n. 1981)
- Bill Pataky, cestista canadese (Windsor, n. 1930 - Sarnia, † 2004)
- Billy Paultz, ex cestista statunitense (River Edge, n. 1948)
- Will Perdue, ex cestista statunitense (Melbourne, n. 1965)
- Bill Perigo, cestista e allenatore di pallacanestro statunitense (Marion, n. 1911 - Saline, † 1990)
- Bill Phillips, ex cestista francese (Nizza, n. 1979)
- Willie Porter, cestista statunitense (Winston-Salem, n. 1942 - † 1992)
- Mark Price, ex cestista e allenatore di pallacanestro statunitense (Bartlesville, n. 1964)

## R(11)
- Ed Ratleff, ex cestista statunitense (Bellefontaine, n. 1950)
- Will Rayman, cestista statunitense (New York, n. 1997)
- Billy Reed, cestista e giocatore di baseball statunitense (Shawano, n. 1922 - Houston, † 2005)
- Billy Reid, ex cestista, allenatore di pallacanestro e dirigente sportivo statunitense (New York, n. 1957)
- William Reid, cestista, allenatore di pallacanestro e dirigente sportivo statunitense (Adrian, n. 1893 - Hamilton, † 1955)
- William Richmond Chase, cestista statunitense (New Bedford, n. 1867 - Bristol, † 1951)
- Bill Roberts, cestista statunitense (Fort Wayne, n. 1925 - DeKalb, † 2016)
- William Robeyns, cestista belga (Verviers, n. 1996)
- Bill Robinson, cestista canadese (Chemainus, n. 1949 - Duncan, † 2020)
- Bill Robinzine, cestista statunitense (Chicago, n. 1953 - Kansas City, † 1982)
- Bill Russell, cestista, allenatore di pallacanestro e dirigente sportivo statunitense (Monroe, n. 1934 - Mercer Island, † 2022)

## S(17)
- Junie Sanders, ex cestista statunitense (Brooklyn, n. 1972)
- Bill Sattler, cestista statunitense (Mineral City, n. 1916 - Dover, † 1971)
- Billy Schaeffer, ex cestista statunitense (Bellerose, n. 1951)
- Bill Sharman, cestista, allenatore di pallacanestro e dirigente sportivo statunitense (Abilene, n. 1926 - Redondo Beach, † 2013)
- Will Sheehey, ex cestista statunitense (Stuart, n. 1992)
- Billy Shepherd, ex cestista statunitense (Bedford, n. 1949)
- Bill Sheridan, cestista e allenatore di pallacanestro statunitense (Brooklyn, n. 1942 - Lynchburg, † 2020)
- Bill Smith, ex cestista statunitense (Rochester, n. 1949)
- Bill Smith, cestista statunitense (Jersey City, n. 1939 - Lavallette, † 2023)
- Wee Willie Smith, cestista statunitense (Montgomery, n. 1911 - Cleveland, † 1992)
- Willie Smith, ex cestista statunitense (Las Vegas, n. 1953)
- Will Solomon, ex cestista statunitense (Hartford, n. 1978)
- Bill Spivey, cestista statunitense (Lakeland, n. 1929 - Quepos, † 1995)
- Bill Stauffer, cestista statunitense (Maryville, n. 1930 - Urbandale, † 2015)
- Bill Stricker, cestista e allenatore di pallacanestro statunitense (Manteca, n. 1948 - Stockton, † 2020)
- Lamont Strothers, ex cestista statunitense (Nansemond County, n. 1968)
- Red Stroud, cestista e allenatore di pallacanestro statunitense (n. 1941 - Jackson, † 2008)

## T(9)
- Gary Talton, cestista statunitense (Dallas, n. 1990)
- Earl Tatum, ex cestista statunitense (Mount Vernon, n. 1953)
- Bill Thieben, cestista statunitense (Sayville, n. 1935 - † 2021)
- Will Thomas, cestista statunitense (Baltimora, n. 1986)
- Bill Thompson, cestista statunitense (Toledo, n. 1920 - Filadelfia, † 1969)
- Billy Thompson, ex cestista statunitense (Camden, n. 1963)
- Bill Tosheff, cestista statunitense (Gary, n. 1926 - Koloa, † 2011)
- Blackie Towery, cestista e allenatore di pallacanestro statunitense (Caldwell, n. 1920 - Marion, † 2012)
- Bill Turner, cestista statunitense (Cleveland, n. 1944 - † 2023)

## V(1)
- Bill Varner, ex cestista statunitense (Pittsburgh, n. 1960)

## W(7)
- Henry Walker, cestista statunitense (Huntington, n. 1987)
- Bill Walton, cestista statunitense (La Mesa, n. 1952 - San Diego, † 2024)
- Bill Wennington, ex cestista canadese (Montréal, n. 1963)
- Bill Wheatley, cestista e allenatore di pallacanestro statunitense (Gypsum, n. 1909 - El Cerrito, † 1992)
- Bill Willoughby, ex cestista statunitense (Englewood, n. 1957)
- Bill Wold, ex cestista statunitense (n. 1938)
- Bill Wyatt, ex cestista australiano (Melbourne, n. 1938)

## Z(1)
- Bill Zopf, ex cestista statunitense (Monaca, n. 1948)